# Shina (popolo)
Il popolo Shina è una delle popolazioni di ceppo Dardico originaria del sud del Gilgit-Baltistan, della regione di Chitral e della parte occidentale del Kohistan District nel Khyber Pakhtunkhwa, tutte province del Pakistan, e della valli di Dras e di Guraische stanno nel nord Kashmir, in India. Vivono anche, oggigiorno, in alcune parti del Kashmir pakistano.

## Lingua shina
Gli Shina parlano una lingua di ceppo indoeuropeo, appartenente alla famiglia linguistica indo-ariana, sottogruppo delle lingue dardiche.
La lingua è suddivisa in numerosi dialetti e viene parlata da tutte le classi sociali e da persone di tutte le età, quindi non corre rischi d'estinzione.